# Линейные корабли типа «Ришелье»
«Ришелье» — тип линейных кораблей французского флота. Назван в честь кардинала Ришельё. Построено 2 единицы: «Ришелье» (Richelieu) и «Жан Бар» (Jean Bart). Линкор «Клемансо» (Clemenceau) остался недостроенным, а линкор «Гасконь» существовал только в проекте.

## История разработки
В 1922 году состоялась Вашингтонская конференция, которая ограничила строительство линейных кораблей. По её условиям водоизмещение линейных кораблей не могло превышать 35 000 длинных тонн (35 560 т), а главный калибр 406 мм. Соглашение также ограничивало общий тоннаж, порядок строительства новых кораблей и устанавливало десятилетний перерыв в строительстве новых линкоров. По условиям Вашингтонского соглашения Франция и Италия имели возможность первыми начать строить линкоры, общим водоизмещением 70 000 дл. тонн. В 1932 году, после долгих «линкорных каникул» во Франции был заказан новый линкор «Дюнкерк», стандартным водоизмещением в 26 500 длинных тонн и основным вооружением из восьми 330-мм орудий. Он должен был стать ответом на строительство в Германии «карманных линкоров» типа «Дойчланд» водоизмещением 10 000 т и с вооружением из шести 283-мм орудий. «Дюнкерк» стал предвестником нового поколения быстроходных линкоров. И хотя его водоизмещение и главный калибр орудий были ниже разрешённых Вашингтонским соглашением (35 000 т и 406 мм), его появление вызвало ответные меры возможных противников.
Германия обнародовала планы по строительству «Графа Шпее» — третьего «карманного линкора» типа «Дойчланд» и планировала закладку ещё двух. Италия, также как и Франция, по условиям Вашингтонского соглашения могла построить линкоры общим водоизмещением 70 000 т. Первоначально она рассматривала варианты строительства трёх линкоров водоизмещением по 23 000 т с шестью 381 мм орудиями. Но строительство французского «Дюнкерка» поломало эти планы. Французский линкор по скорости и вооружению был сильнее любого старого итальянского линкора, при сравнимом с ними уровне бронирования. Временным ответом Италии стала коренная модернизация двух старых линкоров типа «Кавур», начатая в 1933 году. А 11 июня 1934 года Итальянское информационное агентство «Agenzia Stefani» обнародовало планы по строительству Италией двух новых линкоров. Они должны были нести девять 381-мм орудий, 350-мм броневой пояс и иметь максимальную скорость 30 узлов при нормальном водоизмещении в 35 000 т. Эти линкоры должны были быть заложены после окончания срока действия Вашингтонского соглашения (31 декабря 1936 года).
Непосредственным ответом на эти два события стало утверждение французским парламентом строительства второго корабля типа «Дюнкерк» — «Страсбурга». Сложившаяся ситуация была обсуждена 25 июня 1934 года на заседании Верховного морского совета (Conseil Superieur de la Marine). На нём было решено, что для противодействия германским «карманным» линкорам с 283-мм артиллерией будет достаточно двух линкоров типа «Дюнкерк». Но на Средиземном море в противовес новым итальянским линкорам необходимо строительство двух линкоров, с максимально возможным по Вашингтонскому соглашению водоизмещением в 35 000 т. Проект получил официальное обозначение «PN 196». А на следующем заседании 24 июня 1934 года были сформулированы требования к нему:
- стандартное водоизмещение: 35 000 длинных тонн
- главный калибр: 8 или 9 380-мм или 406-мм орудий;
- вспомогательный калибр должен быть универсальным — с возможностью стрельбы по наземным и воздушным целям;
- скорость: 29,5—30 узлов;
- бронирование: пояс 360 мм, верхняя палуба 160 мм, нижняя 40 мм, противоторпедная защита как на «Дюнкерке»[5].

При этом начальник генерального морского штаба адмирал Дюран-Виль считал что новые линкоры должны быть эволюционным развитием «Дюнкерка» с 380 мм или 406 мм в двух носовых четырёхорудийных башнях. Это позволило бы уменьшить время разработки нового проекта и получить вместе с «Дюнкерками» однородную боевую группу.
Технической службой флота (Section Technique des Constructions Navales) были разработаны несколько эскизных проектов. На ранних этапах от 406-мм орудий отказались. Для четырёхорудийных башен максимально возможным оказалось вписать только 380-мм орудия. А при использовании трехорудийных башен все проекты значительно превышали 35 000 т. 27 ноября 1934 года Верховному совету флота были предоставлены на рассмотрение шесть проектов, все с 380-мм орудиями.
Проект № 1 был по сути увеличенной версией «Дюнкерка» и при проектной мощности механизмов 150 000 л. с. развивал скорость в 31,5 узел. Проекты № 2, 3 и 4 были сходными между собой — с тремя башнями в носовой части и отличались только разным сочетанием двух-, трёх- и четырёх-орудийных башен. На всех четырёх проектах вспомогательная артиллерия состояла из пяти четырёхорудийных 130-мм башен, таких же как на «Дюнкерке». Но из-за увеличения длины занимаемой погребами боезапаса, длина машинных отделений уменьшалась и мощность падала до 110 000 л. с., а скорость до 29,5 узлов. При этом все проекты имели значительный перегруз — до 1050 длинных тонн в проекте № 4 с тремя трехорудийными башнями.
Проекты 5 и 5-бис были основаны на идеях итальянского адмирала Де Фео. Две четырёхорудийные башни располагались в средней части корабля, между носовой и кормовой надстройками. Эти проекты имели два несомненных плюса — во-первых, они имели минимальный перегруз из всех проектов, обеспечивая при этом требование 31,5 узловой скорости. Во-вторых, при таком размещении башен главного калибра, универсальная артиллерия получала наиболее благоприятные сектора обстрела. Но эта схема обладала и существенным недостатком — орудия главного калибра не могли вести огонь в носовом и кормовом секторах. Поэтому от этих вариантов быстро отказались.
Наиболее сбалансированным выглядел проект № 1. Проекты № 2 и 3 имели чуть лучшие сектора обстрела при том же количестве орудий, но при этом имели скорость на 2 узла меньше. Проект № 4 хотя и имел 9 орудий главного калибра, но был на 1050 т тяжелее лимита вашингтонского соглашения. Поэтому проект № 1 и был принят верховным советом в дальнейшую работу.
| Эскизные проекты 27 ноября 1934 года                                                | Эскизные проекты 27 ноября 1934 года | Эскизные проекты 27 ноября 1934 года | Эскизные проекты 27 ноября 1934 года | Эскизные проекты 27 ноября 1934 года |
| Проект                                                                              | Вооружение                           | Номинальная мощность СУ (скорость)   | Превышение лимита в 35 000 т         | Схема                                |
| ----------------------------------------------------------------------------------- | ------------------------------------ | ------------------------------------ | ------------------------------------ | ------------------------------------ |
| Проект № 1                                                                          | 2×4×380-мм; 5×4×130-мм               | 150 000 л. с. (31,5 узл)             | +350 т                               |                                      |
| Проект № 2                                                                          | 2×3×380-мм 1×2×380-мм; 5×4×130-мм    | 110 000 л. с. (29,5 узл)             | +550 т                               |                                      |
| Проект № 3                                                                          | 1×4×380-мм 2×2×380-мм; 5×4×130-мм    | 110 000 л. с. (29,5 узл)             | +450 т                               |                                      |
| Проект № 4                                                                          | 3×3×380-мм; 5×4×130-мм               | 110 000 л. с. (29,5 узл)             | +1150 т                              |                                      |
| Проект № 5                                                                          | 2×4×380-мм; 3×4×130-мм               | 150 000 л. с. (31,5 узл)             | +50 т                                |                                      |
| Проект № 5 bis                                                                      | 2×4×380-мм; 3×4×130-мм; 2×2×130-мм   | 150 000 л. с. (31,5 узл)             | +350 т                               |                                      |
| Для всех проектов длина — 247 м, ширина — 33 м. Пояс — 360 мм, палуба — 160 + 40 мм |                                      |                                      |                                      |                                      |

Но 130-мм орудия были признаны недостаточными. Для надёжного пробития брони лёгких крейсеров и возможности с одного попадания вывести из строя эсминец, калибр вспомогательной артиллерии требовалось увеличить как минимум до 152-мм. К тому же этот калибр был на британских «Роднеях» и итальянских «Литторио». Да и на последних дредноутах типа «Бретань» средний калибр был представлен 138-мм орудиями. Поэтому совет дал задание технической службе рассмотреть варианты размещения 152-мм орудий. В результате были представлены два проекта:
- с пятью неуниверсальными 152-мм трехорудийными башнями, размещенными на местах 130-мм башен и шестью одноурудийными 75 мм зенитками.
- с четырьмя 152-мм трехорудийными башнями — две по диаметральной плоскости в корме и две по бортам в районе миделя и восемью 75-мм зенитками[8].

Оба эти варианта приводили к увеличению перегруза. К тому же считалось что будущее за универсальным вспомогательным калибром. После того как была выяснена техническая возможность, на заседании верховного совета флота 14 апреля 1935 года окончательно был утвержден состав вспомогательной артиллерии — пять универсальных 152-мм трехорудийных установок с таким же размещением, как и у 130-мм башен Проекта № 1.
Не менее сложным стал и выбор зенитных орудий ближнего радиуса действия. Для 37-мм орудий в открытых установках 1925 или 1933 года затруднительно было найти место не подверженное воздействию дульных газов артиллерии главного и вспомогательного калибров. Поэтому было принято решение разработать новый артустановки. Автоматизированная скорострельная двухорудийная 37-мм установка 1935 года размещалась в полностью закрытой башне, поэтому с её размещением проблем не возникало. Две установки размещались на верхней палубе побортно за башней главного калибра № 2, ещё четыре — по углам кормовой надстройки. Зенитное вооружение дополнялось счетверенными установками 13,2 мм пулемётов Гочкис, размещаемых на носовой и кормовой надстройках.
Но основной проблемой являлся перегруз. Для того, чтобы снизить его, был предпринят ряд мер. Вместо ранее запланированных котлов Индрет были использованы котлы Сурал на перегретом паре. За счет меньших габаритов их можно было разместить по три в отсеке и сократить число котельных отделений с трёх до двух. Общая длина машинных отделений при этом сокращалась на 4,85 метра, кроме всего прочего сокращая и длину бронированной цитадели. Была уменьшена толщина главного броневого пояса — с 360 до 330 мм. Для компенсации уменьшения толщины его наклон был увеличен с 11°03′ до 15°24′. Траверзные броневые переборки вместо 160-мм гомогенной брони были изготовлены из 147-мм цементированной брони. Часть веса была сэкономлена и за счет уменьшения толщин брони 152-мм башен и их барбетов.
Окончательные чертежи были утверждены морским министром 14 августа 1935 года. Контракт на строительство первого корабля — «Ришелье» — был заключён с Арсеналом Бреста 31 августа. Но его закладка была отложена до 22 октября 1935 года. Производственные мощности французских верфей были ограничены. Строительство кораблей подобных размеров могли обеспечить лишь два дока. Док в Бресте Салу № 4 до 2 октября был занят корпусом «Дюнкерка» и закладка нового корабля состоялась лишь после его спуска на воду. Длина дока составляла 200 м и в нём строилась только центральная 197-метровая часть корпуса. Затем в сухом доке её соединяли с 43-метровой носовой и 8-метровой кормовой секциями. Строительство второго корабля — «Жан Бар» велось в Сент-Назере. Заказ был размещен 27 мая 1936 года, а закладка состоялась 12 декабря 1936 года в доке № 1, через день после того, как был спущен на воду «Страсбург».
Заложив «Ришелье» до 31 декабря 1936 года, Франция формально нарушила условия Вашингтонского соглашения. Водоизмещение двух линкоров типа «Дюнкерк» и нового линкора в сумме составляло 88 000 длинных тонн, а с учётом «Жана Бара» — 123 000 дл. тонн. Это превышало разрешённый 70 000 тонный лимит. Но Франция считала себя в праве так поступить, так как 18 июня 1935 года было подписано англо-германское военно-морское соглашение, по которому Германии разрешалось строить современный флот с лимитом водоизмещения в 35 % от британского. Франция не участвовала в переговорах и посчитала это грубым нарушением Версальского договора.
Ситуация в Европе к 1937 году накалялась. Франция вполне могла оказаться втянутой в войну с Германией и Италией одновременно. Германия заявила о перепроектировании четвёртого и пятого карманных линкоров. «Шархорст» и «Гнейзенау» по своим характеристиками уже были подобны «Дюнкерку» и «Страсбургу». А в 1936 году Германия заявила о строительстве линкоров «Бисмарк» и «Тирпиц». Учитывая строительство Италией линкоров типа «Литторио», Франции для ведения войны на двух театрах требовалась постройка ещё двух линкоров подобных «Ришелье».
Строительство двух новых линкоров с именами «Клемансо» и «Гасконь» было санкционировано парламентом 2 мая 1938 года в рамках дополнения к бюджету 1938 года. Но инфраструктура оказалась не готова к реализации планов флота. Слип № 1 в Сент Назере после спуска на воду «Страсбурга» был занят постройкой первого французского современного авианосца «Жоффре». Для строительства линкоров оставались только док Салу № 4 в Бресте и новый док Како в Сент-Назере. Но они были заняты постройкой «Ришелье» и «Жан Бара» и новые линкоры могли быть заложены только после их спуска на воду. Строительство «Ришелье» в Бресте шло с отставанием от графика и его спуск на воду вместо конца 1938 года ожидался в январе 1939 года. «Жан Бар» был заложен на год позже, поэтому закладка второго из новой пары линкоров могла состояться не раньше зимы 1939—1940 годов. Эту задержку во времени Генеральный морской штаб решил использовать для модификации проекта «Ришелье».
Вновь вернулись к вопросу выбора вспомогательной и зенитной артиллерии. Во первых имелись данные о том, что на новых германских и итальянских кораблях 152-мм орудия располагались в бронированных неуниверсальных башнях. А зенитная артиллерия дальнего действия была представлена 105-мм зенитками на «Бисмарке» и 90-мм зенитками на «Литторио» в лёгких подвижных установках. Учитывая проблемы с 130-мм башнями, выявленные в 1937 году на «Дюнкерке», начальник генерального морского штаба вице-адмирал Дарлан выдал запрос техническому департаменту на проработку следующих вариантов:
- восемь 380-мм орудий расположенных как на «Ришелье» или девять 380-мм орудий в трехорудийных башнях — две в носу и одна в корме;
- вспомогательная артиллерия из 152-мм орудий как на «Ришелье», либо 130-мм как «Дюнкерке», либо комбинация 152-мм не универсальных и 100-мм универсальных орудий;
- одна катапульта и два самолёта;
- уровень бронирования как на «Ришелье»[13].

Технический департамент подготовил несколько проектов в разновидностях «А», «В» и «С». Варианты «А» предполагали размещение главного калибра как на «Ришелье». Следующие варианты содержали более значительные изменения. Все остальные европейские страны строили новые линкоры с расположением башен главного калибра и в носу, и в корме. Французы в вариантах «В» одну четырёхорудийную башню расположили в носу и одну в корме. А в вариантах «С» три трехорудийные башни располагались по линейно-возвышенной схеме — две в носу и одна в корме. Варианты «С» значительно превышали водоизмещение 35 000 т и были быстро отброшены. С одной стороны Франция ещё пыталась придерживаться положений лондонского соглашения 1935 года. С другой стороны генеральный штаб не мог понять почему в ответ на 35 000-т германские и итальянские линкоры нужно строить корабли водоизмещением 40 000 т.
19 марта 1938 в дальнейшую работу Дарланом были приняты проекты «А» и «В». Для «Клемансо» был принят вариант «А2» с модификацией. Вспомогательная артиллерия состояла из четырёх трехорудийных универсальных 152-мм установок — две по бортам и две линейно возвышенно в корме. Также устанавливались шесть новых 100-мм двухорудийных установок образца 1937 года — две за башней главного калибра № 2 и ещё четыре по бортам в районе кормовой надстройки. Для «Гаскони» остановились на варианте «B3 ter». Три 152-мм универсальных башни размещались линейно-возвышенно — две в носу и одна в корме. Для получения лучших секторов обстрела 100-мм и 37-мм орудий решено было оставить только одну катапульту и разместить её в корме, а число самолётов таким образом сократить до двух размещаемых в ангаре. Высвободившееся место было использовано для размещения побортно восьми 100-мм двухорудийных установок. В окончательном варианте для борьбы с перегрузом на «Клемансо» и «Гаскони» было решено уменьшить толщину главного пояса до 320-мм.
| Эскизные проекты программы 1938 года | Эскизные проекты программы 1938 года | Эскизные проекты программы 1938 года | Эскизные проекты программы 1938 года         | Эскизные проекты программы 1938 года | Эскизные проекты программы 1938 года |
| Проект                               | Вооружение                           | Катапульты                           | Превышение водоизмещения «Ришелье», дл. тонн | Длина броневой цитадели, м           | Схема                                |
| ------------------------------------ | ------------------------------------ | ------------------------------------ | -------------------------------------------- | ------------------------------------ | ------------------------------------ |
| Ришелье                              | 2х4х380-мм; 5х3х152-мм               | 2                                    | 0                                            | 131,45                               |                                      |
| Проект А1                            | 2х4х380-мм; 5х3х152-мм; 2х2х100-мм   | 2                                    | 140                                          | 131,45                               |                                      |
| Проект А2                            | 2х4х380-мм; 4х3х152-мм; 6х2х100-мм   | 2                                    | 50                                           | 131,45                               |                                      |
| Проект А3                            | 2х4х380-мм; 4х3х152-мм; 3х4х100-мм   | 2                                    | 0                                            | 131,45                               |                                      |
| Проект А3 bis                        | 2х4х380-мм; 4х3х152-мм; 6х2х100-мм   | 2                                    | 0                                            | 131,45                               |                                      |
| Проект В1                            | 2х4х380-мм; 5х3х152-мм               | 2                                    | −115                                         | 135,1                                |                                      |
| Проект В2                            | 2х4х380-мм; 5х4х130-мм               | 2                                    | −325                                         | 135,1                                |                                      |
| Проект В3                            | 2х4х380-мм; 3х3х152-мм; 8х2х100-мм   | 2                                    | −360                                         | 135,1                                |                                      |
| Проект В3 bis                        | 2х4х380-мм; 3х3х152-мм; 8х2х100-мм   | 1                                    | −385                                         | 135,1                                |                                      |
| Проект В3 ter                        | 2х4х380-мм; 3х3х152-мм; 8х2х100-мм   | 2                                    | −360                                         | 135,1                                |                                      |
| Проект С1                            | 3х3х380-мм; 4х3х152-мм               | 2                                    | +2265                                        | 143,5                                |                                      |
| Проект С2                            | 3х3х380-мм; 4х4х130-мм               | 2                                    | +2085                                        | 143,5                                |                                      |
| Проект С3                            | 3х3х380-мм; 3х3х152-мм; 6х2х100-мм   | 2                                    | +2245                                        | 143,5                                |                                      |

## Конструкция
|  |

|  |

| Сравнительные характеристики энергетических установок линкоров 1930—1940-х годов |                                       |                                 |                                 |                                       |                                     |                               |
| Характеристики                                                                   | Линейные корабли типа «Кинг Джордж V» | Линейные корабли типа «Ришелье» | Линейные корабли типа «Бисмарк» | Линейные корабли типа «Норт Кэролайн» | Линейные корабли типа «Саут Дакота» | Линейные корабли типа «Айова» |
| Государство                                                                      | Великобритания                        | Франция                         | Нацистская Германия             | Соединённые Штаты Америки             | Соединённые Штаты Америки           | Соединённые Штаты Америки     |
| Мощность, л. с.                                                                  | 110 000                               | 150 000                         | 138 000                         | 121 000                               | 130 000                             | 212 000                       |
| Давление пара в котлах, атм.                                                     | 28                                    | 27                              | 60                              | 43                                    | 40,6                                | 39,7                          |
| Температура пара в котлах, °C                                                    | 370                                   | 350                             | 450                             | 454                                   | 454                                 | 454                           |
| Удельный вес установки, кг/л. с.                                                 | 17                                    | 17                              | 20,3                            | 28,74                                 | 26,57                               | 20,96                         |

## Служба
- «Ришелье» — заложен 22 октября 1935 года, спущен 17 января 1939 г., вошёл в строй 15 июля 1940 г.[23]
- «Жан Бар» — заложен 12 декабря 1936 года, спущен 6 марта 1940 г., вошёл в строй 16 января 1949 г. В 1970 утилизирован на верфях Ла-Сейн-сюр-Мер.[24]
- «Клемансо» — заложен 17 января 1939 года, не достроен, секция корпуса выведена из дока в июне 1943 г. и превращена в понтон.

## Оценка проекта

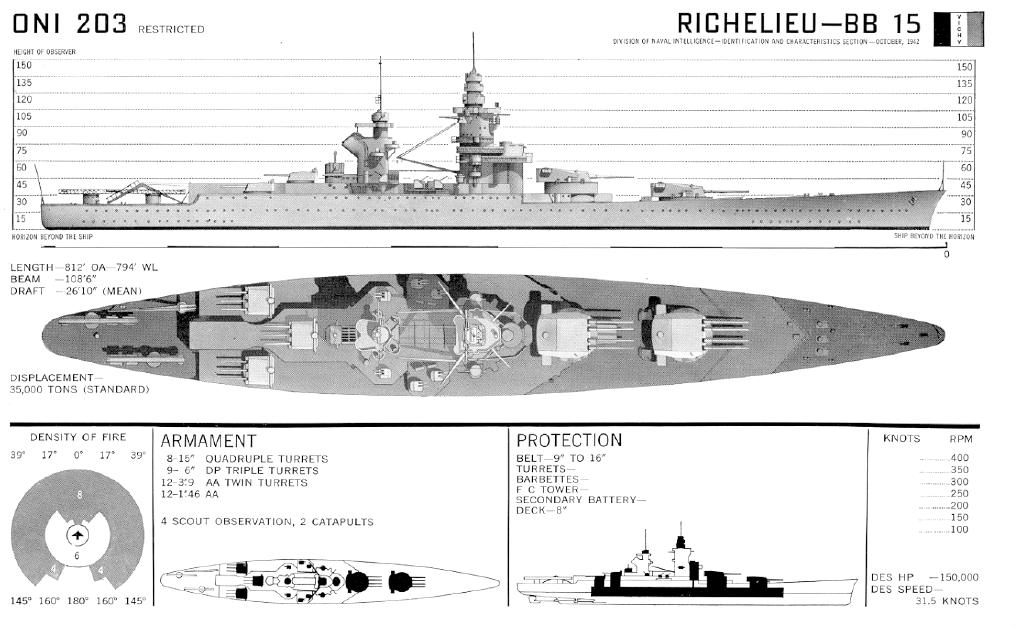
«Ришелье». Профиль.

Многие специалисты оценивают линкоры типа «Ришелье» как самые совершенные в истории кораблестроения. По боевой мощи он уступал «Ямато» и «Айове» и был примерно равен «Бисмарку» (при этом, в скорости он уступал лишь «американцам»), но при этом он имел существенно меньшие габариты и водоизмещение. При относительно небольшом тоннаже корабль имел отличное бронирование и мощную артиллерию. Изначально корабль имел несовершенные локаторы и оборудование (что скорее было следствием уже идущих в момент его достройки боевых действий, нежели отсталости французской радиопромышленности), но по мере модернизации он и в этом отношении стал одним из передовых в мире. Была даже реализована автоматизированная система управления огнём 152-мм орудий по воздушным целям, хотя на тот момент, когда уже царствовала реактивная авиация, это не имело практического смысла.